# Giovan Battista Riva
Giovan Battista Riva (Bergamo, 13 ottobre 1830 – Bergamo, 11 settembre 1910) è stato un pittore italiano.

## Biografia
Giovan Battista era figlio di Giovanni, pittore e Lodovica Gambirasio.
Da giovane si diplomò violista per poi iscriversi ai corsi di pittura presso l'Accademia Carrara dove risulta registrata la sua presenza per oltre un trilustro, dal 1852 al 1868-1869, e dove fu allievo di Enrico Scuri. Durante questo periodo di formazione soddisfò commissioni sul territorio di Bergamo, diventando molto famoso e esponendo alla fine del periodo il dipinto Presepio.
Partecipò nel 1856 al concorso di fine anno con il saggio: Rodolfo d'Asburgo offre il suo cavallo ad un sacerdote che porta il viatico, lavoro che gli conferì l'invitato all'Esposizione Nazionale di Firenze del 1861. Furono molte le sue partecipazioni alle esposizioni vincendo nel 1888 la medaglia di bronzo con il dipinto Beata Vergine del Rosario presentato all'Esposizione Vaticana. Il soggetto venne ripreso per un dipinto commissionato dal monastero Matris Domini di Bergamo.
Gli ultimi anni della sua vita li dedicò al lavoro del ritratto.
La sua attività di pittore proseguì con il figlio Giuseppe, in particolare per committenti esteri. La pittura si evolveva e forse l'arte del Riva risultava essere superata. Negli anni fu definito il più vecchio tra i viventi, che conserva la tradizione del Diotti e della maniera dell'Appiani che pur essendo un complimento era anche l'affermazione di un'arte che era superata.

## Opere
- La tumulazione di Atala, olio su tela, (126x102 cm) Accademia Carrara, 1859;[5]
- Angeli il dipinto commissionato dal canonico Moli, fu presentato all'Accademia di belle arti di Brera, 1864;
- Sacro Cuore di Maria chiesa di Santa Maria a Cusio, 1864;
- Presepio, Accademia Carrara, 1869;
- Sacro Cuore di Gesù e Sacro cuore di Maria, chiesa di San Giovanni Battista, Telgate;
- L'Immacolata l'Angelo Custode e San Rocco, 1874, chiesa di Borgo Santa Caterina, Bergamo;
- Sacro Cuore di Maria, per il monastero di Endine;
- La Madre degli orfani per la chiesa francescana di Ragusa;
- San Giuseppe con Gesù adolescente per il santuario della Madonna delle Grazie di Ardesio;
- Beata Vergine del Rosario presentato all'esposizione Vaticana, 1888.